# Nornik lewantyński
Nornik lewantyński, nornik śródziemnomorski (Microtus guentheri) – gatunek ssaka z podrodziny  karczowników (Arvicolinae) w obrębie rodziny chomikowatych (Cricetidae).

## Zasięg występowania
Nornik lewantyński występuje w południowo-wschodniej Turcji, Syrii, Libanie, Izraelu i północno-zachodniej Jordanii.

## Taksonomia
Gatunek po raz pierwszy zgodnie z zasadami nazewnictwa binominalnego opisali w 1880 roku szkoccy zoolodzy Charles G. Danford & Edward Richard Alston nadając mu nazwę Arvicola guentheri. Holotyp pochodził z bagna pod miastem Kahramanmaraş, w prowincji Kahramanmaraş, w Turcji. 
M. guentheri należy do podrodzaju Sumeriomys i grupy gatunkowej guentheri. W dawniejszych ujęciach systematycznych M. guentheri obejmował taksony hartingi i mustersi; takson philistinus w libijskiej Cyrenajce był czasami traktowany jako odrębny gatunek, ale obecnie jest uważany za synonim guentheri ale jej status taksonomiczny nie jest jeszcze pewny. Są to jedyne karczowniki żyjące w Afryce; stanowią one zoogeograficzną zagadkę, jako że gatunek ten nie jest spotykany na wybrzeżu Egiptu, skąd najprawdopodobniej dostał się do Libii. Prawdopodobnie są to relikty polodowcowe: gryzonie te dotarły do Afryki Północnej w plejstocenie, gdy panował tam chłodniejszy klimat i wraz z jego ocieplaniem przenosiły się w coraz wyżej położone obszary, aż zostały odcięte na samotnym płaskowyżu. Taksonomia podgatunkowa nie została rozwiązana. Bywał łączony z M. socialis; gatunki te odróżniają cechy chromosomowe i budowy czaszki. Podobny do nornika lewantyńskiego Microtus paradoxus z Iranu i Turkmenistanu może w rzeczywistości reprezentować wschodnią populację tego gatunku. M. guentheri bywa mylony z M. irani. Autorzy Illustrated Checklist of the Mammals of the World uznają ten takson za gatunek monotypowy.

### Etymologia
- Microtus: gr. μικρος mikros „mały”; ους ous, ωτος ōtos „ucho”[10].
- guentheri: dr Albert Karl Ludwig Gotthilf Günther (1830–1914), brytyjsko-niemiecki zoolog, kierownik Katedry Zoologii w Muzeum Brytyjskim w latach 1875–1895[11].

## Morfologia
Długość ciała (bez ogona) 109–130 mm, długość ogona 23–32 mm; masa ciała 26–47 g; samice są średnio o 2–3 g lżejsze od samców. 

## Biologia
Występują w różnorodnych środowiskach, na większości obszaru występowania na wysokościach od 150 do 500 m n.p.m., choć libijska populacja zamieszkuje płaskowyż aż do 1500 m n.p.m. Umieją się zaadaptować do antropogenicznych zmian środowiska, na niektórych terenach (np. w Izraelu) są uznawane przez człowieka rozumnego (Homo sapiens) za szkodniki.

## Populacja
Nornik lewantyński zamieszkuje rozległy obszar i wykazuje tolerancję wobec zmian środowiska, w związku z czym jest uznawany za gatunek najmniejszej troski. Jego azjatycka populacja jest liczna, choć jej liczebność fluktuuje w odpowiedzi na intensywne deszcze; w Azji Mniejszej w niektórych latach gryzonie te osiągały bardzo dużą liczebność. W Europie zwierzęta te tworzą rozproszone populacje, rejestrowane były znaczące spadki ich liczebności, aczkolwiek nie stwierdzono, aby gatunek lokalnie wymierał. Afrykańska populacja jest zagrożona wyginięciem.